# Atlanti tarpon
Az atlanti tarpon (Megalops atlanticus) a sugarasúszójú halak (Actinopterygii) osztályának gyíkfejűhal-alakúak (Elopiformes) rendjébe, ezen belül a tarponfélék (Megalopidae) családjába tartozó faj.

## Előfordulása
Az atlanti tarpon elterjedési területe az Atlanti-óceán. Keleten Szenegáltól Angoláig, a portugáliai Azori-szigetek és Dél-Franciaország környéke. Nyugaton az USA-beli Észak-Karolinától a brazíliai Bahiáig, ezenkívül a Mexikói-öbölben és a Karib-térségben. Ritkábban eljut a kanadai Új-Skóciáig és Argentínáig is. A Panama-csatornán keresztül, eljutott a Csendes-óceán keleti részén levő Cobia-sziget környékére is.

## Megjelenése

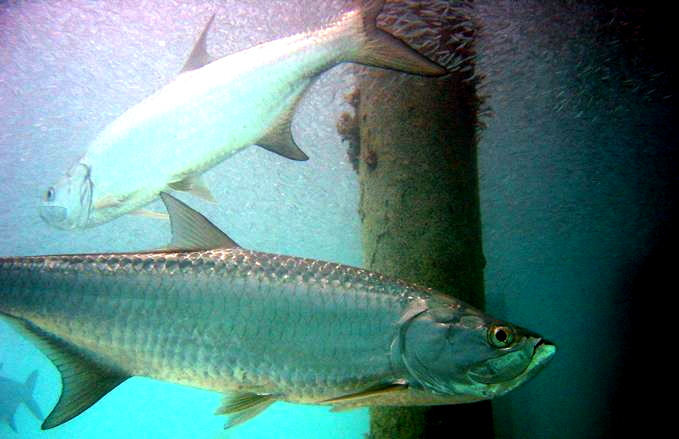
Két példány egy emberi település közelében

Ez a halfaj általában 130 centiméter, de akár 250 centiméteresre is megnőhet. Tömege legfeljebb 161 kilogramm. 128-130 centiméteresen számít felnőttnek. Hátának színezete kékesszürke, oldalai fénylő ezüstösek. Az úszóhólyagja a nyelőcsőhöz (esophagus) van nőve, emiatt az oxigént a levegőből is ki tudja venni. Ez az alkalmazkodás, segíti a halat, az oxigénben szegény brakkvízben való élethez. Az oldalvonalán 37-42 nagy pikkely található.

## Életmódja
Egyaránt megél a sós-, édes- és brakkvízben is. A korallzátonyokon érzi e legjobban magát. 30 méteres mélységbe is lemegy, azonban csak 15 méteres mélységben tartózkodik. Sokszor beúszik a folyókba is. Tápláléka heringfélék, szardellafélék, tengeripérfélék, Centropomusokat, bölcsőszájúhal-félék és rákok. Általában rajokban él és vadászik. Legfeljebb 55 évig él.

## Szaporodása
Az atlanti tarpon termékenysége igen nagy; egy 203 centiméteres nőstény, több mint 12 millió ikrát képes rakni. Az olyan vizekben ívik, amelyek egy időre el vannak zárva a tengertől. Az ivadék a folyótorkolatokba vándorol.

## Az atlanti tarpon és az ember
Ezt a halat, ipari mértékben halásszák. A sporthorgászok egyik kedvenc hala, mivel halászása közben csodálatosan ki-kiszökik a vízből. Habár csontos, a finom húsa miatt fogyasztják is. Kolumbiában tenyésztik. Akváriumokban is szívesen tartják. Néha Ciguatera mérgezést okozhat.